# Aleiodes gaga
Aleiodes gaga — вид паразитичних ос родини браконід (Braconidae).

## Поширення
Ендемік Таїланду. Описаний у 2012 році з єдиної комахи, яку спіймано у національному парку Чай Сон в провінції Лампанг на півночі країни. Названий на честь американської співачки Леді Гага. Мешкає у тропічному гірському лісі на висоті 1265 м.

## Опис
Тіло коричневого кольору завдовжки 5 мм. Довжина переднього крила - 3,6 мм. Вусики завдовжки 6 мм, складаються з 42 члеників. 